# Mousel
«Мо́зель» (англ. Mousel) — европейская пивоваренная компания, основанная в 1747 году в Люксембурге.

## Краткая информация
Компания находится в Люксембурге, на берегу реки Альзет. Она производит несколько сортов пива. В принадлежащем компании ресторане (Mousel’s Cantine) подают местную кухню и пиво. Компания принадлежит крупнейшему производителю пива в мире — InBev.
На заводе также производят пиво марки Diekirch.

## Доступность
Пиво «Мозель» можно купить в местном ресторане, также есть ограниченные поставки в другие страны Европы. Сейчас идёт развитие компании, в 2008 году открылся ресторанный комплекс Rives des Clausen.